# أنوثة طاغية
أنوثة طاغية هو حصيلة خبرات جمعتها المؤلفة السعودية هالة غبّان، عندما كانت تعمل كمستشارة  في مجال الإرشاد الأُسَري .

## الكاتبة هالة غبان
مؤلفة كتاب أنوثة طاغية وكتاب القفص الذهبي وكتاب تحت أمطار بيرنيز، مستشارة أسرية ومدربة معتمدة، ومرشحة لجائزة الإعلام الجديد. حصلت على دكتوراة مهنية في العلاقات الأسرية وماجستير توجيه وإصلاح اسري من جامعة الملك عبدالعزيز في جدة.
ناشطة على مواقع التواصل الإجتماعي ولديها مايقارب نصف مليون متابع.

## ملخص الرواية
بأسلوب سهل وبسيط قدمت الكاتبة الرواية مقسمة إياها إلى عشر محطات حيث استهلت محطتها الأولى بمجموعة من النصائح الموجهة إلى كل أنثى تقدر ذاتها وتحب أنوثتها ، ثم تطرقت في بقية الأقسام إلى سرد مجموعة من القصص لإناث تغيرت حياتهن إلى الأفضل بعد أن أحببن أنفسهن .

## اقتباسات من أنوثة طاغية
•"الأنثى من أجمل ما خلق الله وأبدع ،الأنثى هي ذلك الكائن الرقيق بكل ما تحمله من صفات ومعانٍ..بعطفها وضعفها بهدوئها وغضبها ،هي سر الوجود الذي وهبه الله لهذا الكون !وأمام أنوثتها يصبح أقسى الرجال حنونا طيبا محبا"
•"سيدتي قوتك في أنوثتك"
•" ماذا فعلت أميرة ؟!
فقط استقلت عاطفياً..
الاستقلال العاطفي السر السحري للسعادة  "
•" لا شيء يحيي القلب ويميته مثل العواطف"
•"أتقني فن التغافل ولا تنغصي أيامك الجميلة بتفاهات الحياة فأكثر ما يعشقه الرجل في الأنثى هو أن تكون مرحة وعفوية وتحب الحياة أحبي الحياة ابتسمي أضحكي من أعماقك وتجاهلي النواقص والعيوب فكلنا مليئون بالعيوب ونعشق من يحبنا كما نحن !"